# جورج سيلفستر تايلور
جورج سيلفستر تايلور (بالإنجليزية: George Sylvester Taylor)‏ هو سياسي أمريكي، ولد في 2 مارس 1822 في الولايات المتحدة، وتوفي في 3 يناير 1910 في نفس البلد. حزبياً، نشط في الحزب الجمهوري. وقد انتخب Mayors of Chicopee, Massachusetts ‏ وانتخب عضو مجلس نواب ماساتشوستس وانتخب عضو مجلس ولاية ماساتشوستس.
1. ↑   https://archive.org/details/menofprogressone00her/page/349. {{استشهاد ويب}}: |url= بحاجة لعنوان (مساعدة) والوسيط |title= غير موجود أو فارغ (من ويكي بيانات) (مساعدة)